# Садове (Житомирський район)
Садо́ве — (до 1963 — Березівка) село в Україні, у Житомирському районі Житомирської області. Входить до складу Старосілецької сільської громади. Населення становить 547 осіб.

## Історія
Березовиці — саме під такою назвою це село вперше згадане 1617 року. Спочатку було урочищем, яке входило до земель села Пилиповичі та розташовувалося фактично на межі із минійківськими угіддями. Лаврентій Похилевич писав, що довколишні поля були дуже порослі березами, від чого й походить назва. Також він навів спогади жителів, за якими село належало князям Стрибелям, як й інші ближні поселення, формуючи князівство Срибульське. Добре, що жителі не забули прізвище засновників свого села, але дарма приписали їм титул князів, бо ті були звичайними шляхтичами. А якщо точніше, то саме Філон Стрибель на своїх пилиповицьких землях заснував село в урочищі Березовиці. Поставив маєток, в якому після його смерті жила дружина Маруша Єльцовна зі спадкоємцями, зокрема онукою Катериною Іванівною Стрибель.
Одна вагома подія в житті Катерини пов'язала історію Березівки із відомою українською постаттю — київським митрополитом Петром Могилою — українським політичним, церковним та освітнім діячем. Він був захисником православ'я у часи наступу унії, засновником Лаврської школи, яка 1632 року об'єдналась з Київською братською школою та згодом стала Києво-Могилянською колегією. Петро Могила опікувався нею до кінця життя.
Діяч такого рівня та впливу вінчав Катерину Стрибель та Яна Ярмолінського. Однак після вінчання між опікунами Катерини та дворянином Яном Ярмолінським було укладено шлюбний договір. Основним опікуном була Маруша Єльцовна, дружина покійного Філона Стрибеля, чашника Київського. Катерина доводилася донькою їхньому покійному синові Іванові, а мати — Барбара Соколовська після смерті чоловіка вдруге взяла шлюб із Абрамом Стрибелем, котрий теж вважався опікуном Катерини. Барбара благословила доньку на шлюб згідно із звичаєм в церкві апостольській при великій кількості людей — як духівництва, так і світських. Благословила перед отцем Петром Могилою, митрополитом Київським, Галицьким і всієї Русі, в стан святий дружини Яна Ярмолінського з Ярмолинець, сина покійного Константого Ярмолінського. Однак з певних поважних причини обидві сторони відтермінували весілля — від свята Великодня 1635 року, відповідно до грецького календаря, до цього ж свята 1637 року. До весілля нареченій належало залишатися в домі своєї бабусі. У вказаний термін наречений мав приїхати зі своїми приятелями у маєток Маруши Єльцовни до села Березівки. За цей час Ян Ярмолінський повинен був виклопотати у своєї матері, аби вона розділила своє та батьківське майно між ним і братом Володимиром. У Кременецьке земство вона мала подати документ про вступ у посесію своїх синів. Після цього Ян Ярмолінський був зобов'язаний записати Катерині Стрибулевій з майна свого «вєно», тобто матеріальне забезпечення майбутній дружині в розмірі 50 тисяч польських злотих. Цей договір написаний в Березівці 21 грудня 1634 року. В документі шість притиснених печаток. Ян Ярмолінський розписався від імені Маруші Єльцовни, яка не вміла писати. Так само від імені Барбари з Соколова, яка теж писати не вміла, розписався Миколай Ніпокойчицький. Також розписалися Олександр Солтан, опікун Абрам Стрибуль, Миколай Ярмолінський, Мартин Пігловський, Ян Пігловський. Особисто підписалися Петро Могила, архієпископ митрополії Київської, Галицької та всієї Русі, Філон Кизарович — архімандрит монастирів Овруцьких, намісник монастиря печерського.
З огляду на подальший перебіг подій, Ян Ярмолінський виконав умови договору. Адже ще багато років серед посесорів навколишніх земель та села Березівки фігурувало його ім'я.

## Особи
- Римар Петро Олексійович (1939–2010), український архітектор, член Національної спілки архітекторів України, член International Council on Monuments and Sites (ICOMOS) (Міжнародної ради з питань пам'яток і визначних місць), почесний член Українського національного комітету ICOMOS, член Українського товариства охорони пам'яток історії та культури (УТОПІК).
- Журило Іван Антонович (1923–1990) — Герой СРСР.[1]
- Шевчук Федір Кузьмич (1918–1964) — Герой СРСР.[2]